# نيتا بيبر
نيتا بيبر (بالإنجليزية: Nita Bieber)‏‏ (18 يوليو 1926 في لوس أنجلس - 4 فبراير 2019 في رانتشو بالوس فيرديس، لوس أنجليس، كاليفورنيا) ممثلة، وراقصة، وممثلة مسرحية من الولايات المتحدة.

## روابط خارجية
- نيتا بيبر على موقع IMDb (الإنجليزية)
- نيتا بيبر على موقع أول موفي (الإنجليزية)
- نيتا بيبر على موقع قاعدة بيانات الفيلم (الإنجليزية)